# Kallhälls centrum

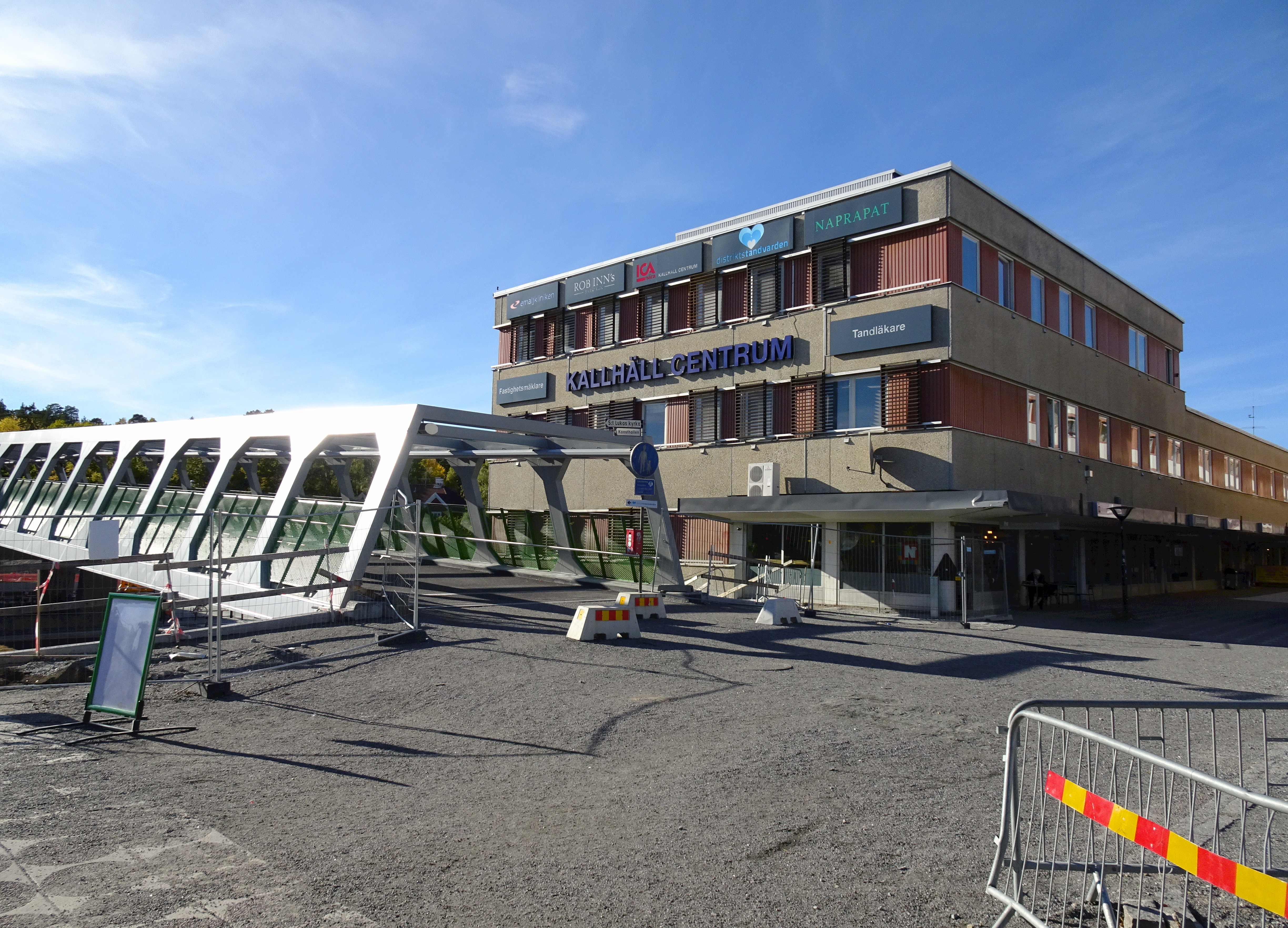
"Kallhäll Centrum", västra längan och gångbron till pendeltåget, 2016.

Kallhälls centrum (officiellt namn Kallhäll Centrum) är en centrumanläggning i Kallhäll, Järfälla kommun. Centrumet byggdes huvudsakligen i slutet av 1960-talet inom ramen för miljonprogrammet och genomgår för närvarande (2016) en större modernisering som beräknas vara avslutat år 2020.

## Historik

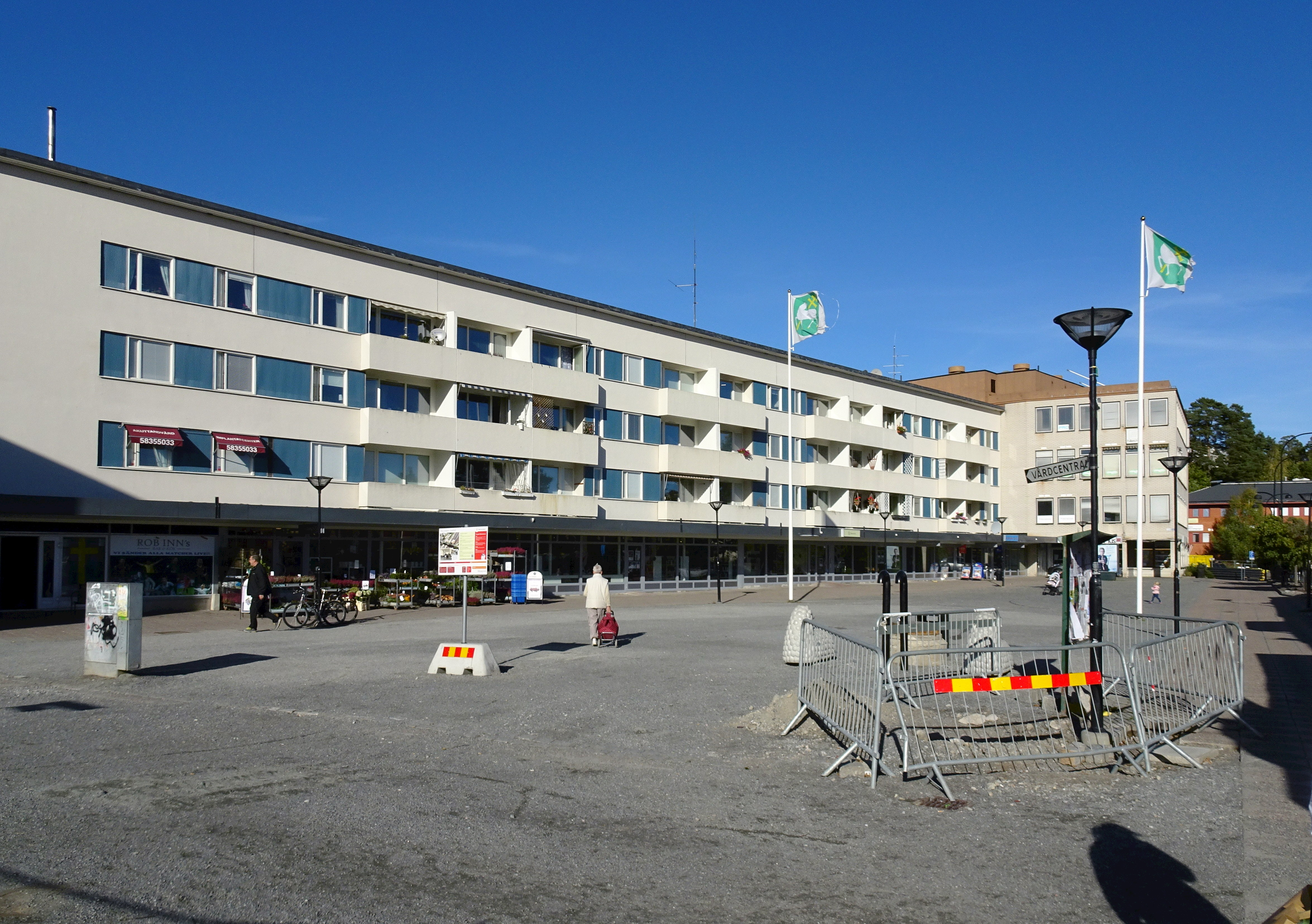
Norra centrumlängan vid torget med Folkets hus i bakgrunden, oktober 2016.

Centrumanläggningen i förorten Kallhäll byggdes ut i etapper under 1960- till 1980-talen. Det blev anordnat kring ett torg (Gjutarplan) och  en gågata med direkt anslutning till Kallhälls pendeltågsstation. Anläggningen blev enkel och för mer service hänvisades till det betydligt större Jakobsbergs Centrum som byggdes ungefär samtidigt. 
I bottenvåningarna inrättades butikslokaler och ovanpå lades bostäder i 2-3 våningar. I en fristående byggnad vid torgets södra sida fanns en Konsumbutik (idag Coop). I centrum placerades även Folkets hus, som är en byggnad i fyra våningar och innehåller bland annat Kallhälls bibliotek och Bolindermuseet. Hela området ligger högre än omgivningen, men annonserar sig inte utåt.

## Modernisering
Kommunen har lagt fram en detaljplan som fann laga kraft i oktober 2015. Den ger möjligheter ”att skapa nya bostäder i ett attraktivt läge nära kommunikationer, service och grönområden samt att möjliggöra en förnyelse och utveckling av Kallhälls centrum så att det kan vara livskraftigt även på längre sikt”. I planen ingår bland annat cirka 300 nya bostäder och ett nytt Folkets hus. Ett nytt höghus på 16 våningar skall sätta en accent på centrumet. Aktörer är, utöver kommunen, JM och HSB. Förvandlingen skall vara avslutad i april år 2020.